# Friedrich Philipp Stoltze
Friedrich Philipp Stoltze, auch Fritz Stoltze (* 11. Oktober 1869 in Frankfurt am Main; † 22. Oktober 1964 ebenda) war ein deutscher Ingenieur und Architekt sowie Abgeordneter des Provinziallandtages der Provinz Hessen-Nassau.

## Leben

### Herkunft und Familie
Friedrich Stoltze wurde als Sohn des Journalisten und Schriftstellers Adolf Stoltze (1842–1933), der als nichteheliches Kind des Schriftstellers Friedrich Stoltze unter dem Namen Carl Adolf Retting  aufwuchs und erst 1864 den Namen seines Vaters führen konnte, geboren. Seine Mutter war  Louise Mannberger (1844–1924). Er wuchs mit seinen  Geschwistern Susanne (1867–1965, ⚭ Drescher), Adolf (1871–1944, Bauunternehmer), Heinrich (1872–1962, Kaufmann und Verleger) und Lydia (1873–1954, ⚭ Theodor Lerner) auf.
Am 9. März 1901 heiratete er in Frankfurt Marie Langeloth (1881–1971, Tochter des Ingenieurs Ludwig Langeloth und der Louise Weiß).

### Werdegang und Wirken
Er besuchte die Adlerflychtschule (höhere Realschule), machte an der  Klingerschule das Abitur und studierte Architektur am Städelschen Kunstinstitut in Frankfurt sowie an der Technischen Hochschule Berlin-Charlottenburg. Von 1888 an war er im Ingenieurbüro Langeloth tätig, das sich mit der Planung von Industriebauten befasste. Er betätigte sich politisch, wurde Mitglied der Fortschrittlichen Volkspartei, die 1918 in die Deutsche Demokratische Partei aufging.
In den Jahren von 1907 bis 1933 hatte er einen Sitz in der Frankfurter Stadtverordnetenversammlung, wo er auch Mitglied des  Hoch- und Tiefbauausschusses war. Dabei nahm er Einfluss auf den Ausbau des Frankfurter Osthafens, die Errichtung der Frankfurter Festhalle, der Frankfurter Großmarkthalle sowie auf den Bau der Alten Brücke in Frankfurt.
1916 erhielt er anstelle des Abgeordneten Karl Flesch ein Mandat für den Nassauischen Kommunallandtag des preußischen Regierungsbezirks Wiesbaden bzw. den Provinziallandtag der Provinz Hessen-Nassau, wo er Mitglied des Bauausschusses war. Er blieb bis 1920 in den Parlamenten, als er auf eine erneute Kandidatur verzichtete.
Er war Mitinitiator der Internationalen Luftschiffahrts-Ausstellung Frankfurt am Main 1909, wo er Vorsitzender des Bau- und Dekorationsausschusses wurde.

### Sonstiges
Stoltze war 1895 Deutscher Meister im Schwimmen.
1959 entwarf er die „Stoltze-Plakette“, mit der der Bezirksverein Sachsenhausen verdienstvolle Frankfurter auszeichnet.

### Ehrungen
- 1960 Stadtältester von Frankfurt